# Sipapoantha ostrina
Sipapoantha es un género monotípica de plantas con flores perteneciente a la familia Gentianaceae. Su única especie:  Sipapoantha ostrina Maguire & B.M.Boom , es originaria de Venezuela.

## Descripción
Es una  hierba anual con el tallo cuadrangular , a menudo con 4 alas estrechas. Las hojas, principalmente, en la base se encuentran en una roseta o casi, que son más pequeñas hacia más arriba, son obovadas sésiles, ( hojas inferiores ) a  ampliamente elípticas ( superiores), muy gruesae y coriáceas , la base angostamente atenuada y el ápice obtuso.  La inflorescencia es terminal , cimosa , con 1-3 ramas y 1-7  flores . Las flores son ligeramente zigomorfas . El cáliz campanulado . El fruto es una cápsula leñosa , oblonga , dehiscente, con las semillas angulares.

## Distribución y hábitat
Es endémica del Cerro Sipapo , en el Estado Amazonas de Venezuela, donde se encuentra en las cumbres de las montañas.

## Taxonomía
Sipapoantha ostrina fue descrita por Maguire & B.M.Boom y publicado en Memoirs of The New York Botanical Garden 51: 26, f. 17–18. 1989.
Etimología
El género Sipapoantha lleva el nombre de la montaña Cerro Sipapo en el sur de Venezuela, el único lugar donde crece esta genciana. El final -antha es una palabra derivada del griego y significa flor .